# 数理社会学
数理社会学是运用数学构建社会学理论的学科。数理社会学的目标是将那些在直觉上很明显但并未形成正式观点的社会学理论，用正式的术语表达出来。这种做法的好处包括增强理论的明确性以及用数学找出直觉不能得出的理论内涵。数理社会学所偏好的研究方式可以概括为：“建立一个数学模型”。这意味着针对一些社会现象提出具体假设，用数学语言进行表达，然后为其提供基于经验的阐释。还意味着推导所建立模型的特性，并将它和相关的经验数据进行比较。社会网络分析是这个子领域对社会学整体和整个科学界所做出的最著名的贡献。   数理社会学中的模型通常能帮助社会学家搞懂如何通过当地可预测的交互作用推导出全球的社会结构模式
。

## 發展過程
數理社會學的發展最早個追朔到1940，50年代，Rashevsky和Rapoport兩位學者開始將生物學與數學方法導入了社會科學的發展當中，當時一些社會學家制定了關係和概率的方法來大量的表徵社交網絡中的節點是人員和鏈接相識。在1940年代後期，推導了一些公式，這些公式將諸如閉合觸點之類的局部參數連接到了全球網絡，如果A既鏈接到B和C，那麼B和C鏈接到彼此的可能性就更大。
爾後到了1960年代，美國學者Coleman成為數理社會學的宗師，Coleman在1964年出版了【數學社會學概論】（Introduction to Mathematical Sociology），該書展示瞭如何以某種方式分析社交網絡中的隨機過程，從而能夠通過與相關數據進行比較來測試構建的模型。可以並且已經將相同的思想應用於社會關係的變化過程，這是社會網絡研究中的一個活躍的研究主題。在其他工作中，科爾曼運用了從經濟學中汲取的數學思想，例如一般均衡理論，指出一般社會理論應該從目的性行為的概念開始，並且出於分析的原因，應通過使用理性選擇模型來近似這種行為（科爾曼（1990年）。這種論點與其他社會學家在將理性選擇理論用於社會學分析的努力中所表達的觀點相似，儘管這種努力遭到了實質性和哲學性的批評。

## 近日的發展與展望
數理社會學在社會學中仍然是一個很小的子領域，但是它成功地催生了許多其他子領域，這些子領域具有其對社會生活進行正式建模的目標。這些領域中最重要的是社會網絡分析，它已成為21世紀社會學增長最快的領域之一。該領域的另一個主要發展是計算社會學的興起，它通過使用電腦模擬，機器學習、人工智慧和先進的統計方法擴展了數學工具包。後一個子領域還利用了社群媒體上社交互動所產生的關於社交活動的大量數據。
顯見數理社會學與日俱增的重要性的一個重要指標是，社會學界的重要期刊，包括《美國社會學雜誌》和《美國社會學評論》等期刊，都已經發表了在整個領域都具有影響力的數學模型。可以期待的是，未來隨著演算法與數學工具的發展，數理社會學仍有極大的發展空間。

## 重要研究
數理社會學的許多發展，包括形式理論等都表現出顯著的進步，這些進步始於領先的數學社會學家和形式理論家的開創性道路。同時也是基於某些基本原理或方法的一系列理論和實證研究。其中重點強調了每個方案的原始領導力及其數十年來的進一步發展。
（1）理性選擇理論:詹姆斯·科爾曼（James S. Coleman）在1964年出版數學社會學概論之後，科爾曼繼續為社會理論和數學模型的建立做出貢獻，並於1990年發表論文，社會理論基礎是該職業的主要理論工作從20世紀50年代到1990年代，並包括許多其他基於研究的貢獻。該基金會的書結合了理性選擇理論如何在諸如權威，信任，社會資本和社會資本等社會學主題分析中起作用的可訪問示例。規範（尤其是它們的出現）。通過這種方式，這本書展示了理性選擇理論如何為從微觀到宏觀社會學解釋的轉變提供有效的基礎。這本書的一個重要特徵是它運用數學思想對理性選擇模型進行了概括，以將人際情感關係作為結果的修正，並這樣做，以使廣義化的理論將特有的原始的自我導向的理論作為一種特例加以論證。在以後的理論分析中強調。該理論的合理前提在社會學理論家中引起了爭論。儘管如此，許多社會學家還是藉鑑了Coleman制定的微觀-宏觀過渡的通用模板的方法，以利用其核心主題的延續性，以及該學科對各種宏觀社會現象的解釋性關注，其中理性的選擇簡化了利益的微觀層面。結合個體行動來說明社會過程的宏觀結果。
(2)社會網絡分析：1960年代初期，弗里曼（L.C.Freeman）進行了關於社區權力結構的複雜實證研究。1978年，他創辦了《社會網絡》雜誌。 它迅速成為使用數學技術分析網絡數據的原始研究論文的主要出口。該雜誌還出版概念和理論貢獻，包括他的論文“ 掌在社交網絡：概念澄清。該論文已被引用13,000多次。反過來，該論文中定義的數學概念導致了對思想的進一步闡述，實驗測試以及在實證研究中的大量應用。Freeman是社會網絡分析領域的歷史和社會學研究的作者
(3)分配正義理論:自1980年以來，賈索(Guillermina Jasso)一直使用一種運用數學方法的原始理論來對待分配正義問題，並將其理論應用於各種社會現象。

## 延伸阅读
- Berger, Joseph. 2000.  "Theory and Formalization: Some Reflections on Experience."  Sociological Theory 18(3):482-489.
- Berger, Joseph, Bernard P. Cohen, J. Laurie Snell, and Morris Zelditch, Jr. 1962.  Types of Formalization in Small Group Research.  Houghton-Mifflin.
- Coleman, James S.  1964.  An Introduction to Mathematical Sociology.  Free Press.
- _____.  1990.  Foundations of Social Theory.  Harvard University Press.
- Edling, Christofer R. 2002.  "Mathematics in Sociology," Annual Review of Sociology.
- Fararo, Thomas J.  1973.  Mathematical Sociology.  Wiley.  Reprinted by Krieger, 1978.
- _____.  1984.  Editor.   Mathematical Ideas and Sociological Theory.  Gordon and Breach.
- Helbing, Dirk. 1995. Quantitative Sociodynamics. Kluwer Academics.
- Lave, Charles and James March. 1975. An Introduction to Models in the Social Sciences.  Harper and Row.
- Nicolas Rashevsky.: 1965, The Representation of Organisms in Terms of Predicates, Bulletin of Mathematical Biophysics 27: 477-491.
- Nicolas Rashevsky.:  1969, Outline of a Unified Approach to Physics, Biology and Sociology., Bulletin of Mathematical Biophysics 31: 159-198.
- Rosen, Robert. 1972. Tribute to Nicolas Rashevsky 1899-1972. Progress in Theoretical Biology 2.
- Leik, Robert K. and Barbara F. Meeker.  1975.  Mathematical Sociology.  Prentice-Hall.
- Simon, Herbert A.  1952.  "A Formal Theory of Interaction in Social Groups."  American Sociological Review 17:202-212.
- Wasserman, Stanley and Katherine Faust.  1994.  Social Network Analysis: Methods and Applications.  Cambridge University Press.
- White, Harrison C.  1963.  An Anatomy of Kinship.  Prentice-Hall.